# Бики (стоянка)
Бики - група давньокам'яних стоянок у верхньому Посеймі над річкою Сейм у 1,5 км на південь від села Бики Курчатовського району Курської області. Вік 21-14 тисяч років тому.

## Дослідження
1975 при будівництві очисних споруд були виявлені великі кістки і крем'яні вироби. Рятувальна експедиція під керівництвом Г.В. Григор'євої виконала розкопки ділянки культурного шару, що зберігся, і названо Пєни. У 1994 року школярі виявили на дні відстійників нову стоянку, що названо Бики. Досліджувалися з 1996 року під керівництвом тоді курського і тепер брянського археолога Артуром Чубуром виявлено компактну групу 6 давньокам'яних стоянок.

## Стоянки
- Бики-1 - основна стоянка, на якій виявлені не лише окремі кістки зі слідами обробки, але і предмети прикрас і первісного мистецтва;
- Бики-2 розташовані в 100 м на схід від Биків 1;
- Бики-3 розташовані в 100 м на північ від Биків 1;
- Пєни, або Бики-4 - у 1997 р відновлена прив'язка стоянки Пєни, що стали в єдиній номенклатурі отримала назву Бики 4);
- Бики-5 відкрита в 1998 році в 100 м на схід від Биків-2 відкрита стоянка Бики 5;
  - Бики-6 - були виділені помилково і є пам'ятником віртуальним - фактично окраїною стоянки Бики-5;
- Бики-7 - відкриті в 2000 році в 100 м на південь від Биків-1.

### Бики-1
Стратиграфічне положення та радіовуглецеве датування Биків 1 дозволяють відносити пам'ятку до періоду формування уступу другої надзаплавної тераси Сейму, часу кінця максимуму валдайського зледеніння - 17-17 тисяч років тому. Культурний шар пов'язаний з самим верхом заплавній фації алювію другий надпойми і низами перекриває аллювій делювіального чохла.
Розкопки проведені на площі 306 кв. м, де виявлено утеплена напівземлянка і 3 легкі наземні курені.
Напівземлянка у вигляді котловану діаметром близько 5 м і глибиною близько 1 метра з майже стрімкими стінками, серією донних заглиблень різної форми і призначення (де виявлені артефакти) і центральним вогнищем. Форма житла нагадую куполоподібну ярангу, з підпорками усередині і каркасом обтягнутий шкурами з фіксуванням до низу вагою великих кісток і з обмазанням шаром глини. Два входи: південний вхід з 3 сходами сприяв більшому висвітленню і обігріву житла; західний вхід є заглибленим на 40-60 см лаз, що тягнеться 1,5 м і закінчується розширенням зі сходами. Власне житло Биків 1 схоже на Олександрівсько-Тельманський тип, описаний А.Н. Рогачовим. Західний лаз до житла нагадує костенківську землянку, 

## Вироби
Виявлені сліди капітальних утеплених і легких наземних жител, численні кам'яні та кістяні вироби, твори первісного мистецтва.

## Джерело
- А.А. Чубур Первобытное искусство стоянки Быки 1 и духовный мир палеолита [Архівовано 21 січня 2021 у Wayback Machine.]